# روبرت هوي (سياسي)
روبرت هوي هو سياسي كندي، ولد في 2 أكتوبر 1929 في فريدريكتون في كندا، وتوفي في 25 نوفمبر 2017 في كندا. حزبياً، نشط في الحزب الكندي التقدمي المحافظ. وقد انتخب عضو مجلس العموم الكندي.